# Stüssy

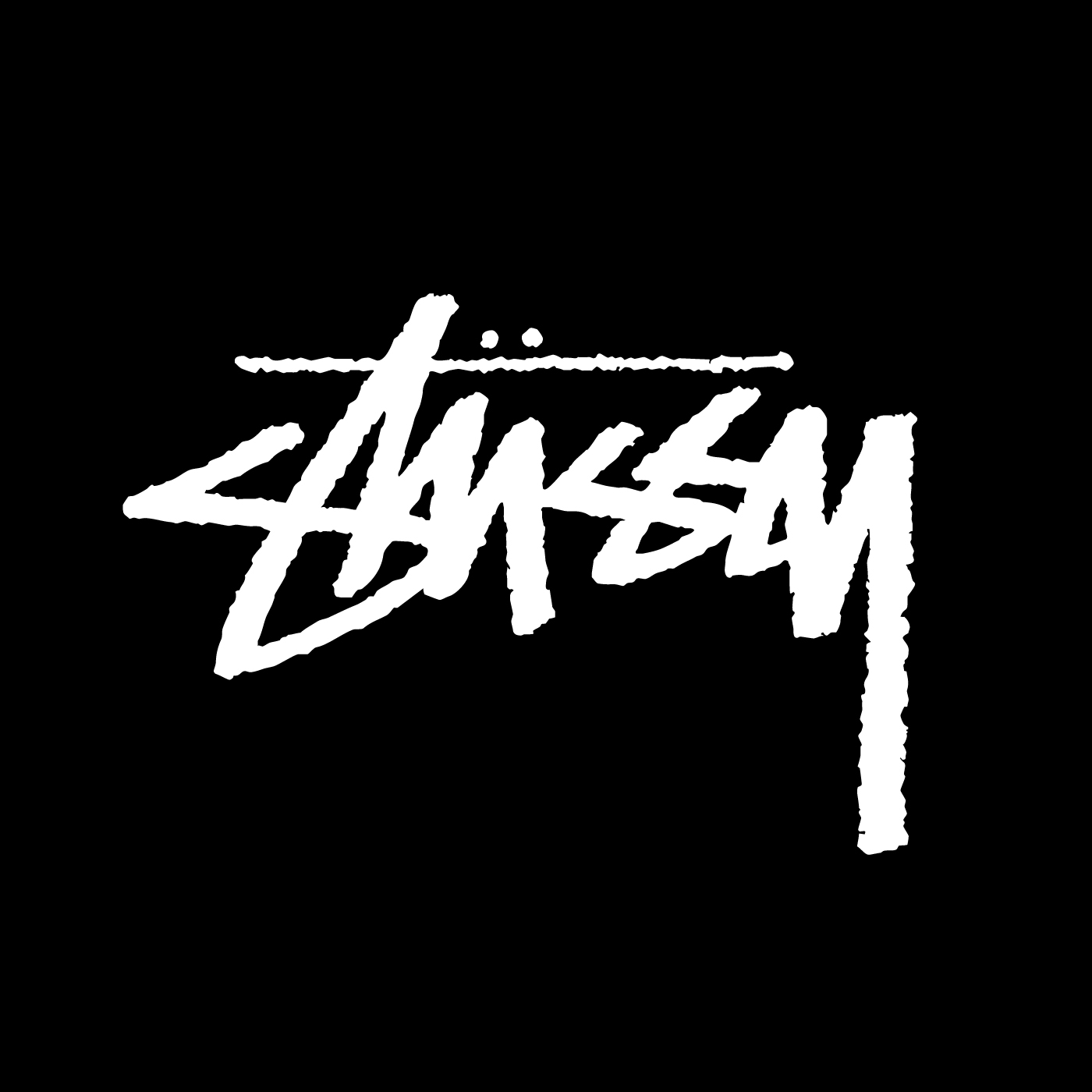
Stüssy的标志

Stüssy（/ˈstuːsi/ STOO-see）是一个美国服裝品牌，由肖恩·斯图西在1980年代初创立。它受益于起源于加州橙县的冲浪服装趋势，但后来常於滑板和嘻哈文化有此品牌服飾或產品的身影，並與運動品牌Nike, 日本時裝品牌Comme des Garçons，瑞典服飾品牌Our Legacy，和美國服裝品牌Supreme有推出聯名產品。

## 历史
肖恩·斯图西（生于1954年）是加利福尼亚的冲浪板制造商。定义该品牌的标志始于20世纪80年代初，当时他用一支简单的宽头记号笔在手工板上涂抹自己的姓氏。 然后他把这个标志用在了加州拉古纳海滩附近的T恤、短裤和汽车上出售的帽子上。 这个签名来自他的叔叔Jan Stussy的签名。 90年代流行的一个风格化的 "S"，称为 "Cool S"，常常被误认为是这个品牌的标志。
1984年，斯图西和他的朋友Frank Sinatra Jr.（与歌手Frank Sinatra没有关系）合作销售服装。 公司在1988年扩展到欧洲，在纽约SoHo开设了一家精品店，然后在整个90年代推出了其他多个地点。1991年，收入达到1700万美元，1992年达到2000万美元。Stüssy在这个时代与其他高价的 "加州生活"服装一起在全美国的专卖店和百货商店销售。在美国以外的地方，该品牌与高端国际设计服装一起在专卖店出售。
1996年，肖恩·斯图西辞去总裁职务，Sinatra买下了他所持有的公司股份，截至2017年，Sinatra家族仍然拥有该品牌。根据该公司的网站，该服装在欧洲、亚洲、美国、加拿大和澳大利亚的品牌店和其他零售商有售。

## 脚注
1. ↑   . 2020-12-30. Authors list列表中的|first1=缺少|last1= (帮助)
2. ↑  . Highsnobiety. 25 August 2017.
3. ↑  Lara Chan-Baker Interview: Shawn Stussy （页面存档备份，存于） Acclaim magazine
4. ↑  Connelly, Laylan. . The Orange County Register. June 19, 2016: Local 4.
5. ↑  Sande, Steve. . San Francisco Chronicle. 2005-11-06  [2009-08-12].
6. ↑  Morgans, Julian. . Vice. 23 July 2016  [21 March 2019]. （原始内容存档于2017-03-08）. No, this is not an original Stussy Logo

## 出典
. STÜSSY. （STÜSSY）  [2020-12-27]. 